# Hualahuises
Hualahuises es una población del estado de Nuevo León, México, ubicado a 120 km al sureste de la capital del mismo, Monterrey, sobre la carretera nacional N.º 85, y cuyas coordenadas son 24'53° N y 99'40° O. Es un pueblo pequeño, de aproximadamente 7000 habitantes. Anteriormente se le conocía como Villa de San Cristóbal de Hualahuises o Villa de San Cristóbal de los Gualagüises, derivado del nombre usado por los indígenas que poblaban la región a la llegada de los españoles, los gualagüises.

## Historia

### Fundación
En el siglo XVII, los gualagüises participaban como aliados de españoles en la captura de otros indígenas, pero tras un conflicto interno se rebelaron y asesinaron a sus antiguos jefes. Años después, llevaron a cabo ataques contra poblaciones españolas, lo que provocó represalias militares y la ejecución de varios de ellos.
Finalmente, en 1656 se firmó un acuerdo de paz con el capitán indígena Martín Hualahuís, quien fue llevado a Monterrey, perdonado y agasajado por el gobernador Martín de Zavala, estableciéndose como jefe de su pueblo bajo la protección virreinal. La comunidad fue reconocida como pueblo de indios y convertida en misión. Esta es considerada como la fundación de facto del pueblo de San Cristóbal de los Gualagüises, aunque no hubo un acta oficial ni se trató de una "fundación" española en sentido estricto.

### Virreinato
En 1685, una visita del gobernador encontró a más de 60 indígenas congregados, una iglesia de jacal y un sistema rudimentario de organización agrícola. El capitán Sebastián de Villegas Cumplido, uno de los primeros españoles en establecerse en la región, entabló inicialmente relaciones favorables con los indígenas, llegando incluso a dotarlos de campanas e imágenes religiosas.
No obstante, aunque legalmente los españoles no podían asentarse en pueblos de indios, la ley se ignoró, permitiendo la entrada de familias. Por ello, los gobernadores indígenas como Nicolás Vázquez (1702) y Diego González (1706 y 1711) interpusieron denuncias formales contra la ocupación de sus tierras, la apropiación de recursos y la usurpación del poder político en el pueblo por parte de Villegas y otros españoles.
En 1713, fray Francisco Llavero, presidente de la misión, retomó la defensa de los territorios gualagüises, solicitando formalmente al Juzgado Privativo de Tierras y Aguas la medición de cinco mil varas de terreno, lo que desató enfrentamientos legales con los vecinos de la villa de San Felipe de Linares. Afortunadamente, la Real Audiencia de México, en un fallo de 1715, ratificó a San Cristóbal como pueblo de indios.

### México independiente
En marzo de 1828, el Congreso de Nuevo León otorgó al pueblo de San Cristóbal de Gualagüises el título de villa. Posteriormente, el 4 de octubre de 1857 fue decretado como municipio del estado, definiendo su estatus jurídico-administrativo actual.
En 1908, sufrió una redistribución: parte de su jurisdicción pasó a Linares, dejando a Hualahuises completamente rodeado por Linares, lo que lo convierte en un enclave inusual y le ha valido el apodo de "el Vaticano de Nuevo León".

## Patrimonio cultural
Dada su cultura, costumbres arraigadas, tradiciones, gastronomía y paisajes naturales que se encuentran en este municipio, al pie de la Sierra Madre Oriental, así como ser un pueblo meramente artesanal, donde se fabrican desde un trompo hasta una silla de montar, fue nominado como candidato a pueblo mágico en el 2015.
Los puentes colgantes escondidos entre las copas de los árboles cruzando sobre el río Hualahuises, imprimen la imagen de este pueblo alegre y entusiasta. El Puente del Pueblo que comunica el casco de Hualahuises con el barrio de Santa Rosa mide aproximadamente 90 metros y es el único medio de comunicación posible en época de inundaciones del río Hualahuises.
Se fabrican juguetes mexicanos tradicionales como: trompo, yoyo, balero, bates de béisbol, así mismo monturas, sillas de montar, riendas látigos, cuartas y bridas. En un tiempo se exportaron los guantes de béisbol a las Grandes Ligas de Béisbol de los Estados Unidos de América. La miel de abeja y los cítricos como: la naranja, la mandarina y la toronja, son productos típicos de las huertas entre Hualahuises y Linares.
El río Hualahuises, que cruza el pueblo, nace en la Sierra Madre Oriental y desemboca en la Presa Cerro Prieto, que es una fuente importante de abastecimiento de agua potable de Hualahuises y Monterrey. Este río, como muchos de la región, es bordeado por impresionantes galerías de sabinos (Taxodium mucronatum).
El ahuehuete, ciprés mexicano o sabino es una especie originaria de América del Norte y también de álamos (platanus occidentalis). Ahuehuete viene del náhuatl y significa "tambor de agua" porque abunda a lo largo de los márgenes de los ríos. Es un árbol longevo que puede alcanzar hasta dos mil años (véase el Árbol del Tule, en Oaxaca) y es muy utilizado con fines ornamentales.

## Fiestas tradicionales
La Feria del Geranio y del Artesano (Geranium, Pelargonium) en el mes de marzo, que se celebra en la comunidad de Santa Rosa. En Semana Santa se realiza la representación de la pasión y resurrección del personaje de la biblia Jesucristo con la actuación de habitantes del pueblo. Así mismo, se festeja el Viernes de Dolores en la semana previa a la Semana Santa. En julio se celebran las fiestas de San Cristóbal en el aniversario de su fundación.
En septiembre se festeja la Virgen de Dolores, patrona del pueblo. Así mismo, como en todo el país, el inicio de la Independencia de México. Celebrando el día 15 de septiembre en la plaza principal del municipio, con la presencia de la mayoría de sus habitantes, con una gran fiesta y verbena popular así como la diversa venta de antojitos mexicanos y artículos alusivos a la fecha, denotando la importante tradición que representa para el municipio, como lo es el grito de independencia.
En el margen del río Hualahuises se localiza el Parque El Sabinal en la hermosa galería de sabinos, donde las familias se recrean. En vacaciones de Semana Santa, Verano y en las Fiestas de Navidad y Año Nuevo llega cerca del 50% de las familias de hualahuisenses que principalmente viven en Estados Unidos: en California, Texas, Florida y Míchigan.

## Presidentes municipales
- Lic. Zenia Villarreal Costilla (1938-1940)
- Sr. Benito Juárez (1940-1946)
- Sr. Marcos Mendoza (1955-1957)
- Sr. Luis García S. (1958-1960)
- Sr. Sergio Parás Garza (1961-1963)
- Sr. Eliezer Leal Aguirre (1964-1966)
- Sr. Fernando García Treviño (1967-1969)
- Sr. Héctor José Parás Garza (1970-1971)
- Sr. Jesús Rodríguez Medina (1972-1973)
- Sr. José Ángel Rodríguez Luna (1974-1976)
- Lic. Martín Nacianceno González (1977-1979)
- Sr. Jorge García Treviño (1980-1982)
- Profr. Rafael Garza Benítez (1983-1985)
- Profr. Alberto Manuel Villafranca Gutiérrez (1986-1988)
- C.P. Joaquín García Garza (1989-1991)
- Profra. Graciela Pedraza Martínez (1992-1994)
- Profr. Jesús Guillermo Aguilar González (1994-1997)
- Sr. Santos Javier García García (1997-2000)
- Profr. Carlos Homero Aguilar González (2000-2003)
- Ing. Mario Alberto Zamarripa Rodríguez (2003-2006)
- Lic. Gustavo Martínez Platas (2006-2009)
- Sr. Martín Zamarripa Rodríguez (2009-2012)
- Profr. Jesús Guillermo Aguilar González (2012-2015)
- Lic. Jesús Homero Aguilar Hernández (2015-2018)
- Lic. Jesús Homero Aguilar Hernández (2018-2021)
- C.José García Salce (2021-2024)
- Lic. Jesús Homero Aguilar Hernández (2024-2027)

## Personas destacadas
- Dr. Eduardo Aguirre Pequeño, científico y humanista, Fundador de la Facultad de Ciencias Biológicas de la UANL.
- Profr. Germán Almaraz, Autor de la primera "Geografía de Nuevo León", que por mucho años fue el texto oficial de las escuelas primarias.
- Juan Homero de León Martínez, Músico, iniciador en el Grupo Los Invasores de Nuevo León 1986 - 2014, Isaías Lucero 2015 - a la fecha
- Juan Antonio Pequeño de León, Músico en el Grupo Pesado desde 1997, Instrumento: Bajo.